# Jean Petit (football, 1914)
Pour les articles homonymes, voir Jean Petit et Petit.
Jean Petit  est un footballeur belge, né le 25 février 1914 à Liège (Belgique) et mort le 5 juin 1944.
Il a évolué comme défenseur au Standard de Liège avec son frère Roger. Il a joué quatre fois en équipe de Belgique en 1938.
Devenu médecin, il a été tué pendant un bombardement allié alors qu'il était en déplacement pour des visites domiciliaires de patients la veille du débarquement allié en Normandie.

## Palmarès
- International belge A en 1938 (4 sélections)
- Présélectionné pour la Coupe du monde 1938 (ne joue pas)
- Vice-champion de Belgique en 1936 avec le Standard de Liège